# André Bresson
André Bresson (né Arthur François Bresson le 13 octobre 1846 au Havre et mort le 18 juin 1907 à Asnières-sur-Seine) est un ingénieur et explorateur français.

## Biographie
Ingénieur civil, il est engagé en 1870 dans une mission scientifique et financière en Amérique du Sud dans le but d'y étudier les dépôts de guano ainsi que les gisements métallifères.
Il part ainsi de Saint-Nazaire le 8 mars 1870 et arrive à Colón le 29 après avoir fait escale à Fort-de-France et à Santa Marta. À cheval, il passe l'isthme de Panama puis, en canot, voyage jusqu'à Guayaquil et atteint Païto puis Callao et enfin Lima.
Les autorités péruviennes le charge alors d'inspecter les bateaux à vapeur du lac Titicaca que les États-Unis viennent de leur livrer.
À partir de Mollendo, il monte en train jusqu'au col de Vicocaya à 4 260 m et redescend sur le Puno à 3 824 m d'altitude. Il visite ensuite les vestiges Incas des îles Titicaca et Coati puis après le col de Tacora, rejoint Tacna et enfin le Pacifique à Arica. Il inspecte alors les ports boliviens de Cobija, Tocopilla, Mejillones et Antofagasta où il laisse ses compagnons de voyage. Il commence alors l'étude des gisements de guano et des mines du désert d'Atacama.
En fin d'année 1870, il décide de rejoindre ses compagnons au Chili. Il visite alors Valparaiso et, se brouillant avec le chef de l'expédition, décide de démissionner.
Seul, il séjourne à Santiago puis par Rancagua, pénètre en Araucanie. En diligence, il se rend à Talca et Chillán. Il escalade le volcan Antuco, admire les chutes de Laja et s'arrête à Concepción. Il commence ensuite la remontée du rio Bío-Bío à travers les forêts d'araucarias. Il est accueilli par les Indiens Pehuenches et passe à Nacimiento, Angol, Purén, Toltén et Valdivia où règne le souvenir d'Antoine de Tounens.
À Corral (Chili), il s'embarque pour revenir à Valparaiso. et part ensuite à Punta Arenas.
En 1872, il obtient une nouvelle mission, étudier la possibilité du premier chemin de fer bolivien. Il choisit comme point de départ de la ligne Mejillones et explore tout le désert d'Atacama avec un guide (vaqueano) et un aide topographe. Il dresse alors la carte de la pampa del Tamarugal et de ses salpêtrières.
Il se rend ensuite aux îles Chincha puis à l'île Juan Fernandez avant de revenir en Bolivie où il termine sa carte du désert d'Atacama, de San Bartol et de Calama sur le Loa.
Explorateur intrépide, Bresson se lance ensuite dans les cordillères pour la suite de l'établissement du chemin de fer entre Caracoles et la haute Bolivie. Il découvre alors un nouveau col à 3 867 m qui débouche sur la Puna où demeurent les Aymaras.
Il gagne ensuite Potosí par Porco à 4 270 m où il souffre du mal d’altitude. Il se rend à Sucre puis longe le lac Aullagas et visite Oruro, Sica Sica, Corocoro, Calamarca avant de gagner La Paz où il est chargé par les autorités d'étudier les communications fluviales entre la Bolivie et l'Amazone par les rios Beni et le Madeira.
En compagnie d'un guide bolivien et d'un matelot breton ayant déserté, il atteint Irupana où en radeaux (balas), il passe à Magdalenas, atteint le rio Beni, visite Santa Ana, Muchanes, Guaray... À Reyes, il reconnaît le lac Rogagua et ses marécages puis passe les confluents du Madre de Dios et du Mamoré.
Après Exaltación, il engage trente rameurs Mojos pour entreprendre en pirogue (uba) la prodigieuse descente du Madeira et ses quatorze chutes successives. Bresson n'oubliant pas sa mission d'origine, conclut qu'un canal latéral d'environ 250 km est préférable à une voie ferrée pour éviter les rapides du Madeira.
Après quinze semaines de voyage, il visite Manaus et remonte l'Amazone jusqu'au pied des Andes en bateau à vapeur. De Para, il décide de regagner l'Europe après sept années d'expéditions. Il est alors nommé consul de Bolivie à Paris.

## Travaux
- Mejillones y sus guaneras, 1870
- Mapa del desierto de Atacama, 1873
- Le premier chemin de fer de Bolivie, L'Explorateur, II, 1875
- Le désert d'Atacama et Caracoles, Le Tour du monde puis Hachette, 1875, p. 321-352
- La République bolivienne, L'Exploration, 1879
- Bolivia. Sept années d'explorations, de voyages et de séjours dans l'Amérique australe, préface de Ferdinand de Lesseps, 1886